# Next Sohee
Next Sohee (en hangul, 다음 소희; romanización revisada del coreano: Daeum sohee) es una película surcoreana de 2022, escrita y dirigida por July Jung (también conocida como Jung Joo-ri) y protagonizada por Kim Si-eun y Bae Doona. Fue seleccionada como la primera película de clausura coreana en el Festival de Cine de Cannes de 2022 y se proyectó como parte de la sección Semana Internacional de la Crítica para proyecciones especiales.

## Sinopsis
Una estudiante de secundaria va a hacer unas prácticas en un centro de llamadas, como parte de su currículum escolar. Una vez allí, no consigue soportar el difícil ambiente laboral. Acaba muriendo en un incidente misterioso. La detective Oh Yoo-jin inicia una investigación sobre su muerte.

## Reparto
- Kim Si-eun como So-hee.[6][7]
- Bae Doona como Yoo-jin.[8][9]
- Sim Hee-sub como Lee Jun-ho.
- Kang Hyun-oh como Tae-joon.
- Lee In-young como Eun-ah.
- Park Hee-eun como la madre de So-hee.
- Kim Yong-joon como el padre de So-hee.
- Kim Woo-kyum como el detective Bae.
- Kim Tae-woong como el detective Kim.
- Jung Hoe-rin como Jjuni.
- Yoon Ga-i como Ji-won.[10]
- Bahk Woo-young como Dong-ho.
- Song Yo-sep como el jefe de la sección criminal.
- Park Soo-young como el subdirector de la escuela.[11]
- Hwang Jung-min como Jang Hak-sa.
- Heo Jung-do como el tutor.
- Yoo Jung-ho como gerente del departamento Save del centro de llamadas.[12]
- Moon Jung-woong como empleado 1 de la sede del equipo Save.
- Eom Ok-ran como el propietario del supermercado.
- Lee Hwa-young como Hwa-yeong.

## Producción
Next Sohee nace de la lectura de una noticia de 2016 por July Jung: su escuela había enviado a una niña de secundaria a hacer prácticas en el centro de llamadas de una compañía de telecomunicaciones para obtener experiencia laboral en el mundo real, y a los tres meses en el trabajo se suicidó. La posterior investigación reveló que la niña había experimentado condiciones de trabajo extraordinariamente estresantes en el centro de llamadas y sintió que su escuela la castigaría si renunciaba al trabajo. En esa historia se fundamenta la primera mitad del filme, mientras que la segunda gira en torno a la investigación policial sobre el suicidio. Según Jung, «era muy importante tener esta segunda mitad de la película para darles a los espectadores un poco de alivio y un poco de esperanza al mostrarles que alguien llegará al fondo de esta tragedia». Para ella, la película trata de evitar que haya una nueva So-hee.
Para la película la directora contó de nuevo con Bae Doona, que ya había protagonizado en 2014 su primer largometraje, Un monstruo en mi puerta. El rodaje comenzó el 16 de enero y concluyó el 28 de febrero de 2022.

## Estreno y taquilla
El estreno mundial de Next Sohee tuvo lugar en la 61.ª Semana de la Crítica del Festival de Cannes el 25 de mayo de 2022, en la sala Espace Miramar. Al final de la proyección fue ovacionada por el público en pie durante siete minutos. También fue seleccionada como película de clausura del Festival Internacional de Cine de Fantasía de Canadá, donde se proyectó el 3 de agosto. Allí ganó el premio al Mejor Director en la categoría Cheval Noir y el premio de plata a la Mejor Película Asiática en la categoría Premio del Público.
En agosto fue elegida asimismo para la sección competitiva del Festival de Cine de Ámsterdam, donde ya había participado July Jung con Un monstruo en mi puerta. Más adelante, el 6 de octubre, se estrenó en Corea dentro del Festival Internacional de Cine de Busan, en la sección Korean Cinema Today - Panorama.
En 2023 se proyectó en el 6.° Festival Internacional de Cine de Pingyao, que se llevó a cabo del 14 al 19 de enero de 2023, y allí ganó el premio Roberto Rossellini a la mejor película.
Después de su periplo por festivales, su estreno en sala en su país se produjo el 8 de febrero de 2023. Se exhibió en 562 salas para 116692 espectadores, que dejaron una taquilla del equivalente a 835990 dólares. A finales de agosto de 2023 estaba en vigésimo séptima posición por este concepto entre las películas surcoreanas estrenadas en el año.

## Crítica
Panos Kotzathanasis (HanCinema) escribe que la película, un «excelente drama», «es esencialmente una acusación hacia una serie de instituciones, destacando las consecuencias de sus políticas y acciones hacia la juventud». El montaje logra un ritmo lento que sirve para que el espectador perciba plenamente el dolor de las dos protagonistas, y aunque el metraje es demasiado dilatado, «el final, que cierra el círculo que se abre con la primera escena, es realmente excelente y concluye el título de la mejor manera».
También Wendy Ide (ScreenDaily) menciona que el tema se comprenderá y apreciará más en su país y nota el ritmo pausado y la excesiva duración. Destaca  «las dos actuaciones centrales sólidas y complejas de Doona Bae y Kim Si-eun», y concluye: «La dirección de Jung es poco llamativa pero sólida, con una puntuación mínima y un enfoque en actuaciones persuasivas capturadas por una lente empática. Pero su escritura es menos segura: tiene la sensación de un guión que podría haberse beneficiado con un enfoque más nítido y un enfoque más ágil para su narración».
Pierce Conran (ScreenAnarchy) nota por el contrario que, frente a la película de debut de su directora, en esta, que ella ha controlado por completo, ha desaparecido el brillo y la sensualidad y «queda una imagen más oscura y extensa, con una voz contundente que conduce hacia un objetivo en un guión estructurado con precisión». Las dos partes del filme se complementan bien con la investigación de la detective que devuelve al espectador al principio de la historia. La conclusión, realista, no puede ser catártica porque no hay un solo villano en la trama.
Thomas Périllon, de Le Bleu du Miroir, señala cómo la película transcribe «de manera elocuente y opresiva las desviaciones de la gestión en el siglo XXI: presión, culpa, humillación. El mundo laboral coreano, al igual que las sociedades occidentales, sufre de una deshumanización galopante». Tras mencionar «una escena final suntuosa y conmovedora que [...] respira un bienvenido viento liberador para dejar brotar la auténtica emoción», concluye destacando el magnífico trabajo de las dos protagonistas, su escritura y su puesta en escena, prolija pero sin aspavientos, «siempre al servicio de la historia y sus personajes».
Manuel Betancourt (Variety) escribe que la primera mitad pinta una sociedad capitalista despiadada y gamificada, un sistema alienante que se alimenta de trabajadores desechables, «meros engranajes de una máquina que nunca fue diseñada para acomodar a personas reales con necesidades o deseos». Pero a pesar de las premisas sombrías de la película, esta resulta «sorprendentemente cálida. La empatía que se les niega a los contratistas como Sohee en su lugar de trabajo es amablemente ofrecida por la cámara de Jung y por el cuidado que pone en darle a su historia el foco de atención que tanto necesita. [...] Lo que nos queda son dos actuaciones vívidas que juntas anclan la acusación de Jung de un sistema que no está tan roto sino que funciona según lo previsto».

## Premios y nominaciones
| Año  | Premios                                               | Categoría                                    | Candidato   | Resultado | Ref.                 |
| ---- | ----------------------------------------------------- | -------------------------------------------- | ----------- | --------- | -------------------- |
| 2022 | Festival Internacional de Cine de Fantasía de Canadá  | Premio Cheval Noir al mejor director         | Jung Joo-ri | Ganadora  | [ 34 ] [ 35 ]        |
| 2022 | Festival Internacional de Cine de Fantasía de Canadá  | Premio de plata a la mejor película asiática | Next Sohee  | Ganadora  | [ 34 ] [ 35 ]        |
| 2022 | 23.° Festival Tokyo Filmex                            | Premio Especial del Jurado                   | Next Sohee  | Ganadora  | [ 36 ] [ 37 ]        |
| 2022 | 42.º Festival Internacional de Cine de Francia Amiens | Premio del Público                           | Next Sohee  | Ganadora  | [ 38 ]               |
| 2022 | 42.º Festival Internacional de Cine de Francia Amiens | Premio de Referencia UPJV                    | Next Sohee  | Ganadora  | [ 38 ]               |
| 2022 | 42.º Festival Internacional de Cine de Francia Amiens | Mención Especial                             | Next Sohee  | Ganadora  | [ 38 ]               |
| 2023 | 6.º Festival Internacional de Cine de Pingyao         | Premio Roberto Rosellini a la mejor película | Next Sohee  | Ganadora  | [ 25 ] [ 39 ]        |
| 2023 | 6.º Festival Internacional de Cine de Pingyao         | Película más popular                         | Next Sohee  | Nominada  |                      |
| 2023 | 59.os Baeksang Arts Awards                            | Mejor actriz revelación                      | Kim Si-eun  | Ganadora  | [ 40 ] [ 41 ] [ 42 ] |
| 2023 | 59.os Baeksang Arts Awards                            | Mejor guion                                  | Jung Joo-ri | Ganadora  | [ 40 ] [ 41 ] [ 42 ] |
| 2023 | 59.os Baeksang Arts Awards                            | Mejor director                               | Jung Joo-ri | Nominada  | [ 40 ] [ 41 ] [ 42 ] |
| 2023 | 59.os Baeksang Arts Awards                            | Mejor actriz                                 | Bae Doona   | Nominada  | [ 40 ] [ 41 ] [ 42 ] |
| 2023 | 59.os Baeksang Arts Awards                            | Gucci Impact Award                           | Next Sohee  | Ganadora  | [ 40 ] [ 41 ] [ 42 ] |
| 2023 | 59.os Baeksang Arts Awards                            | Mejor película                               | Next Sohee  | Nominada  | [ 40 ] [ 41 ] [ 42 ] |
| 2023 | 32.os Buil Film Awards                                | Mejor película                               | Next Sohee  | Nominada  | [ 43 ] [ 44 ]        |
| 2023 | 32.os Buil Film Awards                                | Mejor director                               | Jung Joo-ri | Ganadora  | [ 43 ] [ 44 ]        |
| 2023 | 32.os Buil Film Awards                                | Mejor actriz                                 | Bae Doona   | Nominada  | [ 43 ] [ 44 ]        |
| 2023 | 32.os Buil Film Awards                                | Mejor actriz revelación                      | Kim Si-eun  | Ganadora  | [ 43 ] [ 44 ]        |
| 2023 | 32.os Buil Film Awards                                | Mejor guion                                  | Jung Joo-ri | Nominada  | [ 43 ] [ 44 ]        |
| 2023 | 32.os Buil Film Awards                                | Yu Hyun-mok Film Arts Award                  | Bae Doona   | Ganadora  | [ 43 ] [ 44 ]        |
| 2023 | 44.os Blue Dragon Film Awards                         | Mejor película                               | Next Sohee  | Nominada  | [ 45 ]               |
| 2023 | 44.os Blue Dragon Film Awards                         | Mejor director                               | Jung Joo-ri | Nominada  | [ 45 ]               |
| 2023 | 44.os Blue Dragon Film Awards                         | Mejor actriz revelación                      | Kim Si-eun  | Nominada  | [ 45 ]               |
| 2023 | 44.os Blue Dragon Film Awards                         | Mejor guion                                  | Jung Joo-ri | Ganadora  | [ 46 ]               |
| 2023 | 28.os Chumsa Film Art Awards                          | Premio al director Una Cierta Mirada         | Jung Joo-ri | Ganadora  | [ 47 ] [ 48 ]        |
| 2023 | 28.os Chumsa Film Art Awards                          | Mejor actriz revelación                      | Kim Si-eun  | Nominada  | [ 47 ] [ 48 ]        |
| 2023 | 59.os Grand Bell Awards                               | Mejor actriz revelación                      | Kim Si-eun  | Ganadora  | [ 49 ]               |
| 2023 | 59.os Grand Bell Awards                               | Mejor película                               | Next Sohee  | Nominada  | [ 50 ]               |
| 2023 | 59.os Grand Bell Awards                               | Mejor director                               | Jung Joo-ri | Nominado  | [ 50 ]               |
| 2023 | 59.os Grand Bell Awards                               | Mejor actriz                                 | Bae Doona   | Nominada  | [ 50 ]               |
| 2023 | Premios de la Asociación Coreana de Críticos de Cine  | Mejor película                               | Next Sohee  | Ganadora  | [ 51 ]               |
| 2023 | Premios de la Asociación Coreana de Críticos de Cine  | Mejor actriz revelación                      | Kim Si-eun  | Ganadora  | [ 51 ]               |
| 2023 | 10.os Korean Film Producers Association Awards        | Mejor película                               | Next Sohee  | Ganadora  | [ 52 ]               |